# عباس آباد رفعتة (مقاطعة فهرج)
عباس‌آباد رفعتة (بالفارسية: عباس‌آباد رفعته) هي قرية تقع في البلدة المركزية في إيران.